# Yogoto no yume
Yogoto no yume (夜ごとの夢, lit. "sonhos noturnos") (prt: Sonhos Quotidianos) é um filme de drama mudo japonês de 1933 dirigido por Mikio Naruse. O filme conta a história de uma mãe solteira que trabalha como atendente de bar e sua luta para sustentar seu filho no Japão do período da Grande Depressão.

## Sinopse
Omitsu trabalha como atendente em um bar de porto, entretendo marinheiros que atracam nas proximidades. Desde que seu marido a deixou, há três anos, ela sustenta sozinha Fumio, seu filho, e divide um apartamento com um casal que cuida de Fumio enquanto ela está fora. Voltando para casa após algumas semanas de ausência, Omitsu descobre que um homem desconhecido tem tentado vê-la repetidamente.
O estranho que procura Omitsu é seu antigo marido, Mizuhara, que implora por perdão pelo que fez no passado e solicita ver seu filho novamente. Relutante no início, ela finalmente cede e o casal se reconcilia. Mizuhara declara sua intenção de cuidar de sua família. No entanto, devido ao seu currículo fraco, ele não consegue encontrar trabalho. Durante uma discussão, ela o incentiva a não desistir, enquanto ele pede que ela procure um emprego mais “sério”. Logo depois, Fumio é atropelado por um carro e precisa de cuidados hospitalares além do que seus pais conseguem pagar. Para evitar que Omitsu retorne ao trabalho que tinha no bar, Mizuhara finge que tem amigos que lhe emprestarão dinheiro.
Mais tarde naquela noite, Mizuhara comete um assalto. Quando Omitsu percebe o crime cometido pelo parceiro, ela rejeita o dinheiro e tenta convencê-lo a se entregar. Mizuhara vai embora, pedindo a Omitsu que cuide bem de seu filho. Na manhã seguinte, Omitsu descobre que Mizuhara se afogou. Ela rasga sua carta de suicídio com os dentes, culpando-o por sua covardia. Ela se direciona ao filho e implora para que ele cresça e se torne um homem forte.

## Elenco
- Sumiko Kurishima como Omitsu
- Tatsuo Saitō como Mizuhara, marido de Omitsu
- Teruko Kojima como Fumio, filho de Omitsu
- Jun Arai como vizinho
- Mitsuko Yoshikawa como esposa do vizinho
- Takeshi Sakamoto como capitão
- Kenji Oyama como marinheiro
- Shigeru Ogura como marinheiro
- Chōko Iida como proprietária
- Tsuruko Kumoi como garçonete
- Teruko Wakamizu como garçonete
- Ranko Sawa como amigo de Omitsu

## Recepção
Alexander Jacoby, crítico americano de cinema, viu em Yogoto no yume, juntamente com Kimi to wakarete (1933) e Kagirinaki hodō (1934) de Naruse, como uma série de melodramas "de notável intensidade, onde a felicidade potencial é frustrada por ambientes hostis e responsabilidades práticas", demonstrando "um considerável virtuosismo estilístico".
Keith Uhlich, da Slant Magazine, deu ao filme quatro de quatro estrelas, dizendo: "como muitos filmes de Naruse dos anos 30, Yogoto no yume é um tanto estilisticamente desequilibrado, mas os constantes avanços rápidos e cortes frenéticos (particularmente durante uma impressionante montagem de pernas correndo) são mais direcionadas a temas psicológicos do que em obras comparativamente mais chamativas como Nasanu naka e Kagirinaki hodō."
O crítico da Midnight Eye, Roger Macy, afirmou que Yogoto no yume "é indiscutivelmente um dos filmes japoneses mais famosos da era muda e recebeu considerável atenção na literatura [...] [a] história se desenvolve com um ritmo soberbamente medido, com cenas de grandes comédias e outras de muito pathos, retratando o mundo da grande depressão para aqueles que estão na base da pirâmide."

## Legado
Yogoto no yume foi exibido no Museu de Arte Moderna de Nova York em 1985 como parte de sua retrospectiva sobre Mikio Naruse, e no Festival Internacional de Cinema de Berlim em 2007 na sua seção intitulada "Retrospektive".

## Mídia doméstica
Em 2011, Yogoto no yume foi lançado em DVD junto com outros quatro filmes, sob o selo Eclipse da The Criterion Collection. Intitulado Silent Naruse, ele reuniu cinco filmes mudos feitos entre os anos de 1931 a 1934.